# Église Saints-Serge-et-Bacchus du Caire
L'église Saints-Serge-et-Bacchus (ϯⲉⲕⲕⲗⲏⲥⲓⲁ ⲛ̀ⲧⲉ ⲛⲓ⳥ ⲥⲉⲣⲅⲓⲟⲥ ⲛⲉⲙ ⲃⲁⲭⲟⲥ ϧⲉⲛ ⲡⲓⲥⲡⲉⲗⲉⲱⲛ - L'église des martyrs Serge et Bacchus dans la grotte), aussi connue sous le nom d'Abou Serga, située dans le Caire copte, est l'une des plus anciennes églises chrétiennes coptes d'Égypte, datant du IVe siècle.

## Importance
La tradition rapporte que l'église des Saints Serge et Bacchus a été construite à l'endroit où la Sainte Famille, Joseph, Marie et l'enfant Jésus-Christ, se reposèrent à la fin de leur fuite en Égypte. Ils auraient vécu ici pendant que Joseph travaillait à la forteresse .
Cette église revêt une importance historique majeure, et c’est là que de nombreux patriarches de l’Église copte ont été élus ; le premier fut le patriarche Isaac (681-692). 
L'église des Saints Serge et Bacchus est l'église épiscopale du Caire, et c'est le siège épiscopal de Masr (le quartier du Vieux Caire), qui a remplacé l'ancien siège de Babylone. De nombreux évêques furent consacrés dans l'Église jusqu'au règne du patriarche Christodulus (1047-1077).

### Pape Christodolos
Au XIe siècle, le siège du Patriarcat copte orthodoxe d'Alexandrie, historiquement basé à Alexandrie, est transféré au Caire alors que les pouvoirs en place fuient Alexandrie pour le Caire après l'invasion arabe de l'Égypte. 
En 1047, l'église suspendue du Caire devient la résidence fixe et officielle du pape copte pendant le mandat du pape Christodolos.
Des luttes intestines entre l'église des Saints Serge et Bacchus et l'Église suspendue ont éclaté en raison du souhait du patriarche d'Alexandrie d'être consacré dans cette dernière, une cérémonie qui avait traditionnellement lieu à l'église des Saints Serge et Bacchus.

## Description
L'église est dédiée à Serge et Bacchus, saints soldats martyrisés au IVe siècle en Syrie par l'empereur romain Maximien. 
L'élément le plus important est la crypte où se seraient reposés Marie, Joseph et l'enfant Jésus. La crypte a 10 mètres de profondeur et est souvent inondée lorsque le niveau du Nil est élevé.
L'église a été construite au IVe siècle et probablement achevée au Ve siècle. Elle fut incendiée lors de l'incendie de Fustat sous le règne de Marwān II vers 750. Elle a ensuite été restaurée au VIIIe siècle et a été constamment reconstruite et restaurée depuis l'époque médiévale ; cependant, elle est toujours considérée comme un modèle des premières églises coptes. 

## Architecture
L'église se caractérise par ses éléments architecturaux et artistiques uniques qui reflètent l'esprit de l'architecture des églises coptes en Égypte. Ceux-ci incluent la chaire, les fonts baptismaux, le templon incrusté d'ivoire et de bois et la décoration religieuse unique des saints et des apôtres ornant les différents dômes, murs et colonnes.

### Généralités
Abu Sarga est structuré sur une structure basilicale avec une nef et deux bas-côtés formant un rectangle d'une longueur de 27 m et d'une largeur de 17 m. La hauteur de l'église dans son ensemble est d'environ 15 m. La nef principale a s'élève sur un étage alors que les bas-côtés latéraux  se dressent sur deux niveaux.
L'extrémité ouest de l'église est occupée par un bas-côté des retours. 

### Entrées
L'entrée principale de l'église est située du côté nord-ouest, mais elle n'est pas utilisée, et les entrées secondaires ne sont pas non plus utilisées, mais l'utilisateur se trouve désormais une autre entrée à l'extrémité du mur ouest.

### Salle des congrégations
Douze colonnes sont disposées entre la nef et les bas-côtés, dont onze en marbre blanc et une de granit rouge. 
À l'intérieur du sanctuaire principal, un dais en bois soutenu par quatre piliers est placé au-dessus de l'autel et peint de scènes bibliques, parmi lesquelles Jésus Pantocrator et l'archange Gabriel apparaissant à la Vierge Marie. 
Un siège destiné au clergé est intégré à l'abside et est accessible par sept marches.

### Crypte
L'une des parties les plus importantes de cette église est la grotte dans laquelle séjourna la Sainte Famille lors de sa fuite en Égypte.
Plusieurs historiens, tels que le théologien Hippolyte de Rome et les chroniques du pape Théophile, 23e patriarche d'Alexandrie (385-412 apr. J.-C.), attestent que l'église d'Abou Serga est bâtie la grotte dans laquelle s'est reposée pendant trois semaines la Sainte Famille au cours de la fuite en Egypte et abrite le puits dans lequel ils buvaient, la pierre sur laquelle dormait l'enfant Jésus ainsi que quelques pierres sur lesquelles ils marchaient.
Au bout du bas-côté sud de la Grotte, se trouve un baptistère.
La zone où est construite l'église se trouvait sous le Nil et cette crypte a été inondée à plusieurs reprises dans le passé. 
L'accès au puits est fermé et une vitre était placée au sol pour voir la source en contrebas. 

### Sanctuaires
Du côté oriental de l'église, un impressionnant paravent en bois finement décoré d'ébène et d'ivoire (dont la partie la plus ancienne remonte au XIIIe siècle) sépare la salle des congrégations d'un sanctuaire tripartite. 
Chaque sanctuaire contient un autel surmonté d'une coupole en bois, soutenue par 4 colonnes de marbre. Le toit de chaque plate-forme présente des vues religieuses des quatre évangélistes, du Christ et des anges.  

### Chapelles
Au-dessus des bas-côtés et des retours se trouve une galerie avec deux chapelles (l'une dédiée à Serge et Bacchus, l'autre à Abraham, Isaac and Jacob) et sont utilisées pour les services privés ainsi que pendant le jeûne de Pâques.

### La Chaire
Il y a une chaire sur le côté nord-est de la nef, qui est en marbre, même si à l'origine elle était en bois incrusté d'ébène et d'ivoire. La chaire est utilisée une fois par an lors de la prière du Vendredi Saint. 

### Toiture
Le toit est l'un des éléments les plus intéressants de l'église ; il aurait été construit en reprenant les  éléments descriptifs de l'arche de Noé.

### Décorations
Certaines colonnes de marbre présentent des peintures, parfois presque effacées, de personnages représentant très probablement des saints. 
Des chapiteaux corinthiens provenant d'édifices plus anciens sont placés entre les fûts des colonnes et les architraves en bois.
De nombreuses icônes représentant diverses scènes de la vie du Christ, la Vierge Marie et plusieurs saints ornent les murs de l'église. Les icônes les plus précieuses et les plus anciennes se trouvent sur le mur sud. 
L'abside derrière l'autel est richement décorée de bandes de marbre et de mosaïques.  
Du côté nord-ouest de l'église se trouve un baptistère.  

## Patrimoine
Abu Sarga conservait autrefois le plus ancien autel d'Égypte, qui a été transféré au Musée copte. 
L'ambon en marbre est une copie moderne de celui de l'église voisine de Sainte-Barbe.  
Des parties de la chaire en bois originale ont été apportées au Musée copte ainsi qu'au British Museum de Londres. 
L'église a recueilli plusieurs manuscrits anciens, ainsi que des icônes de la Sainte Famille des XVIIIe et XIXe siècles. 

## Voir également